# Egipt na Letnich Igrzyskach Olimpijskich 1912
Egipt na Letnich Igrzyskach Olimpijskich 1912 w Sztokholmie reprezentował jeden zawodnik Ahmed Hassanein, który wystartował w szermierce. Startował w 14. grupie pierwszej rundy floretu, gdzie odpadł i w 2. grupie pierwszej rundy szpady, gdzie także nie awansował dalej.